# Runen-Sequenz ALU
Die Runen-Sequenz ALU (ᚨᛚᚢ) findet sich auf eisenzeitlichen Inschriften (besonders zwischen dem 3. und dem 8. Jahrhundert) im älteren Futhark in Skandinavien und seltener in England.

Zauberwort ALU

## Deutung
Die Inschrift besteht aus den Runen Ansuz, Laguz und Urus. Das Wort erscheint entweder allein (wie auf dem Runenstein N KJ57 von Elgesem in Norwegen) oder als Teil einer Formel (wie auf dem Amulett von Lindholmen (DR 261) in Schonen in Schweden). 
Der Ursprung und die Bedeutung des Wortes sind strittig. Die Gleichsetzung mit homonymen alu = Bier wird etwa von  Wilhelm Heizmann abgelehnt. Allerdings besteht Übereinstimmung darin, dass das Wort runische Magie ist oder eine Metapher dafür. Es ist der häufigste Anfang runischer Verwünschungen.
Das Wort verschwindet noch vor der Christianisierung Skandinaviens. Es kann über diesen Zeitraum hinaus in der altnordischen Dichtung zunehmend mit der Sequenz Ale assoziiert werden.

## Vorkommen
Die Inschrift erscheint unter anderem auf 
- den Brakteaten: G 205 (Brakteat von Djupbrunns, Gotland), DR BR6, DR BR13, DR BR25, DR BR42 (Bild), DR BR54, DR BR59, DR BR63A, DR BR67, DR EM85;123, und DR NOR2002;10, sowie X4 aus dem Schatzfund von Vindelev
- den Runensteinen: N KJ57 Gräberfeld von Elgesem, N KJ58 Årstadstein (umstritten); Stein von Eggja (auch Eggjum Nr. N KJ101) und auf Fragmenten wie dem von Kinneve und der Schieferplatte (Öl ACTARC37;211) von Gräsgård bei der Burg Eketorp auf Öland
- drei Urnen vom Gräberfeld des 6. Jahrhunderts auf dem Taplow Barrow in Buckinghamshire in England
- einem Becher der Eisenzeit (245–365 n. Chr.) nahe der Wüstung Tovrup in Süddänemark